# Villaz (Fribourg)
Pour les articles homonymes, voir Villaz (homonymie).
Villaz est une commune suisse du canton de Fribourg, située dans le district de la Glâne.

## Histoire
La commune a été créée le 1er janvier 2020 par la fusion de La Folliaz et de Villaz-Saint-Pierre.
Villaz comprend les localités suivantes avec leur code postal et leur ancienne commune avant la fusion :
| Localité            | NPA  | Ancienne commune    |
| ------------------- | ---- | ------------------- |
| Fuyens              | 1690 | Villaz-Saint-Pierre |
| Lussy               | 1690 | La Folliaz          |
| Macconnens          | 1691 | La Folliaz          |
| Villarimboud        | 1691 | La Folliaz          |
| Villaz-Saint-Pierre | 1690 | Villaz-Saint-Pierre |

## Géographie
Villaz est limitrophe de Châtonnaye, Chénens, La Brillaz, Massonnens, Mézières, Romont, Torny, Villorsonnens ainsi que Villarzel dans le canton de Vaud.